# 仙人掌茎片
仙人掌茎片是仙人掌属植物的片状茎段，是墨西哥菜中常用的一种食材。其英语、西班牙语名称来自纳瓦特语。在英语中，亦可指胭脂掌属植物（现已并入仙人掌属）。

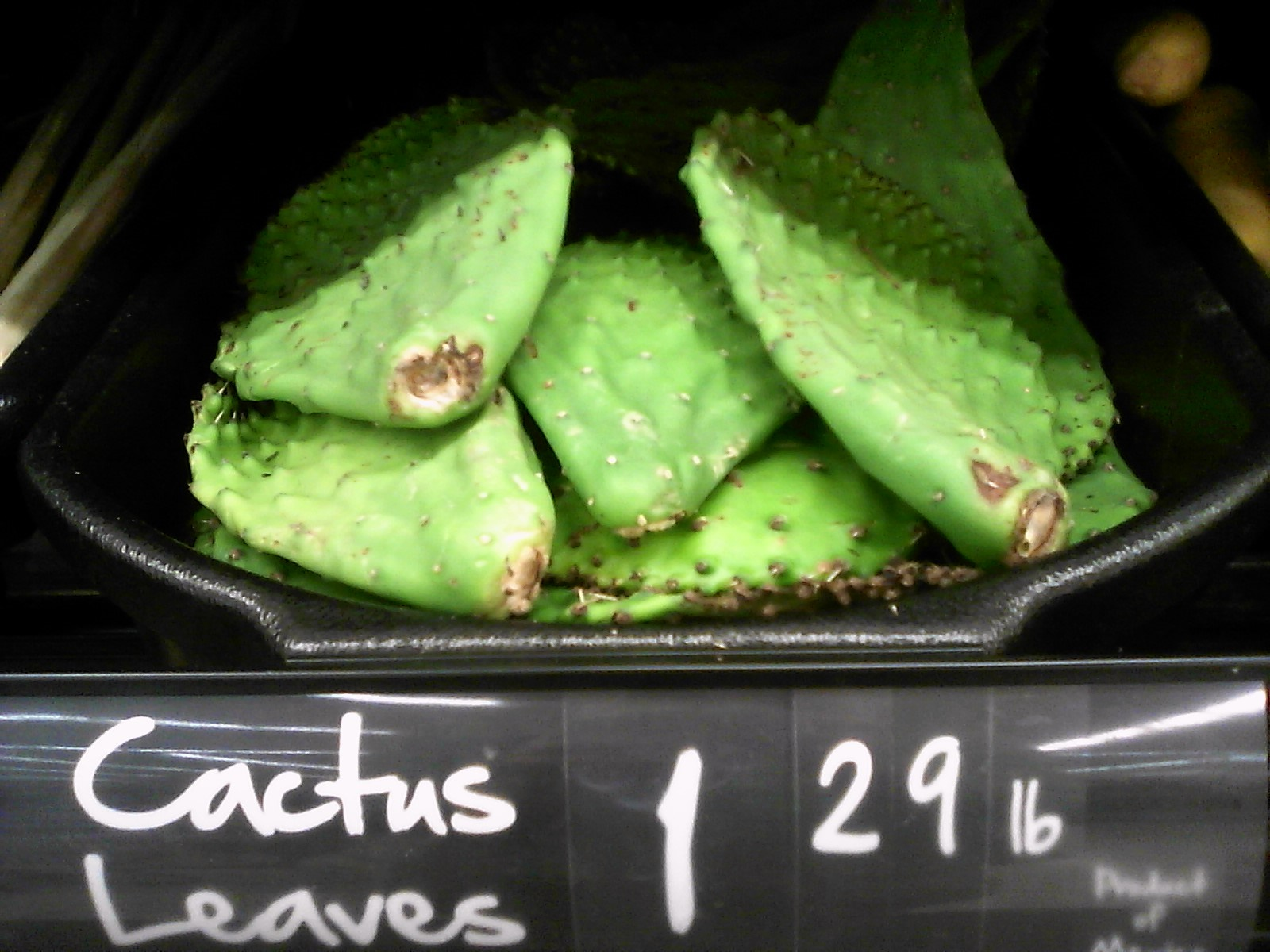
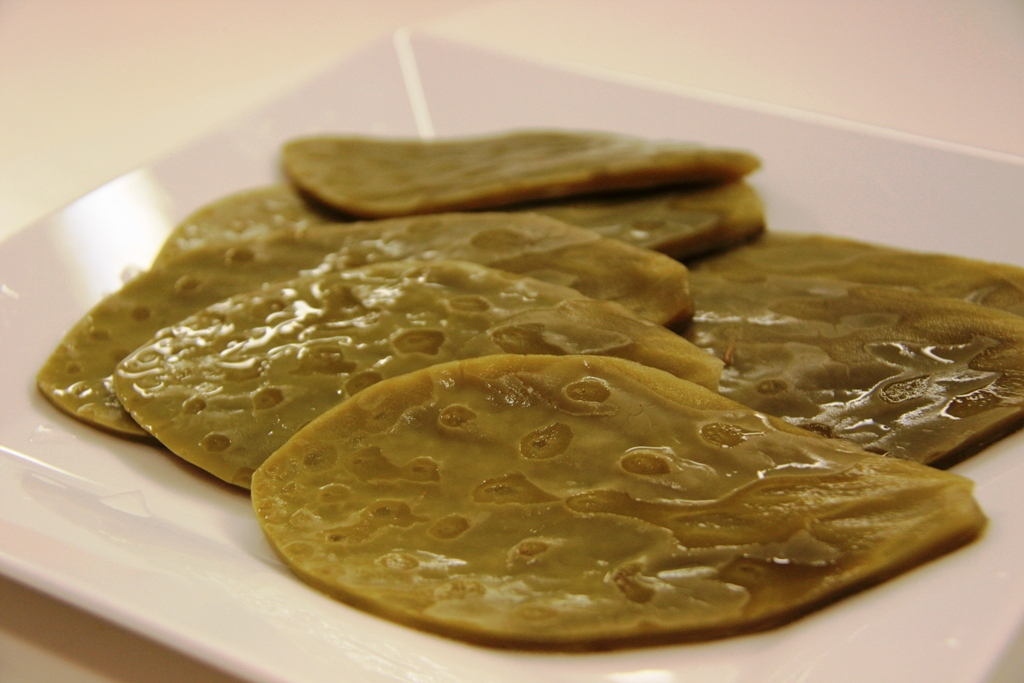
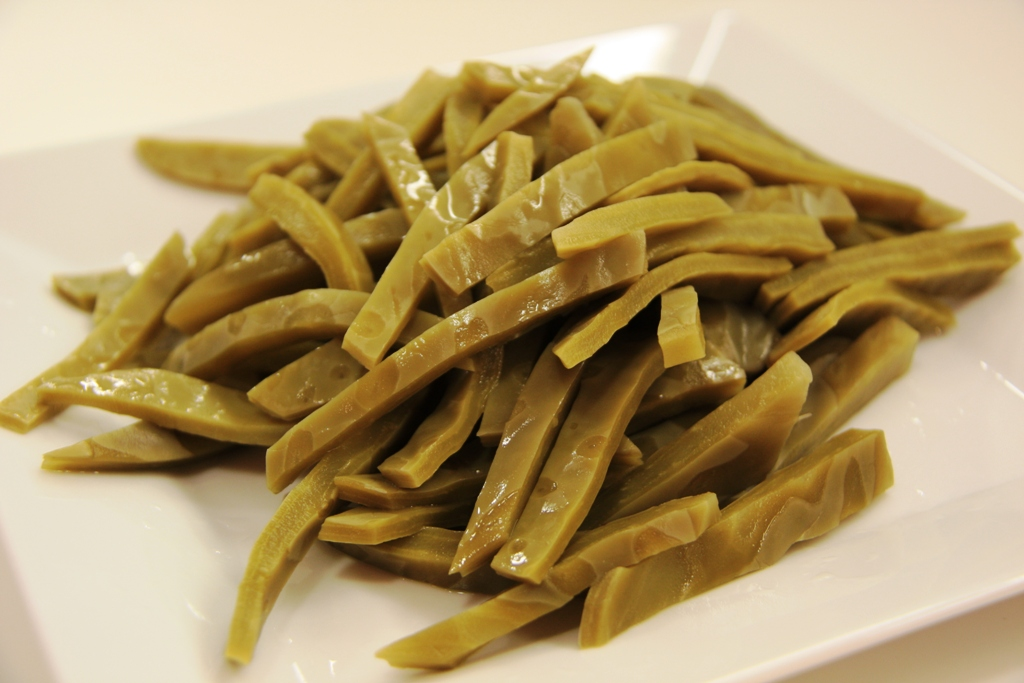
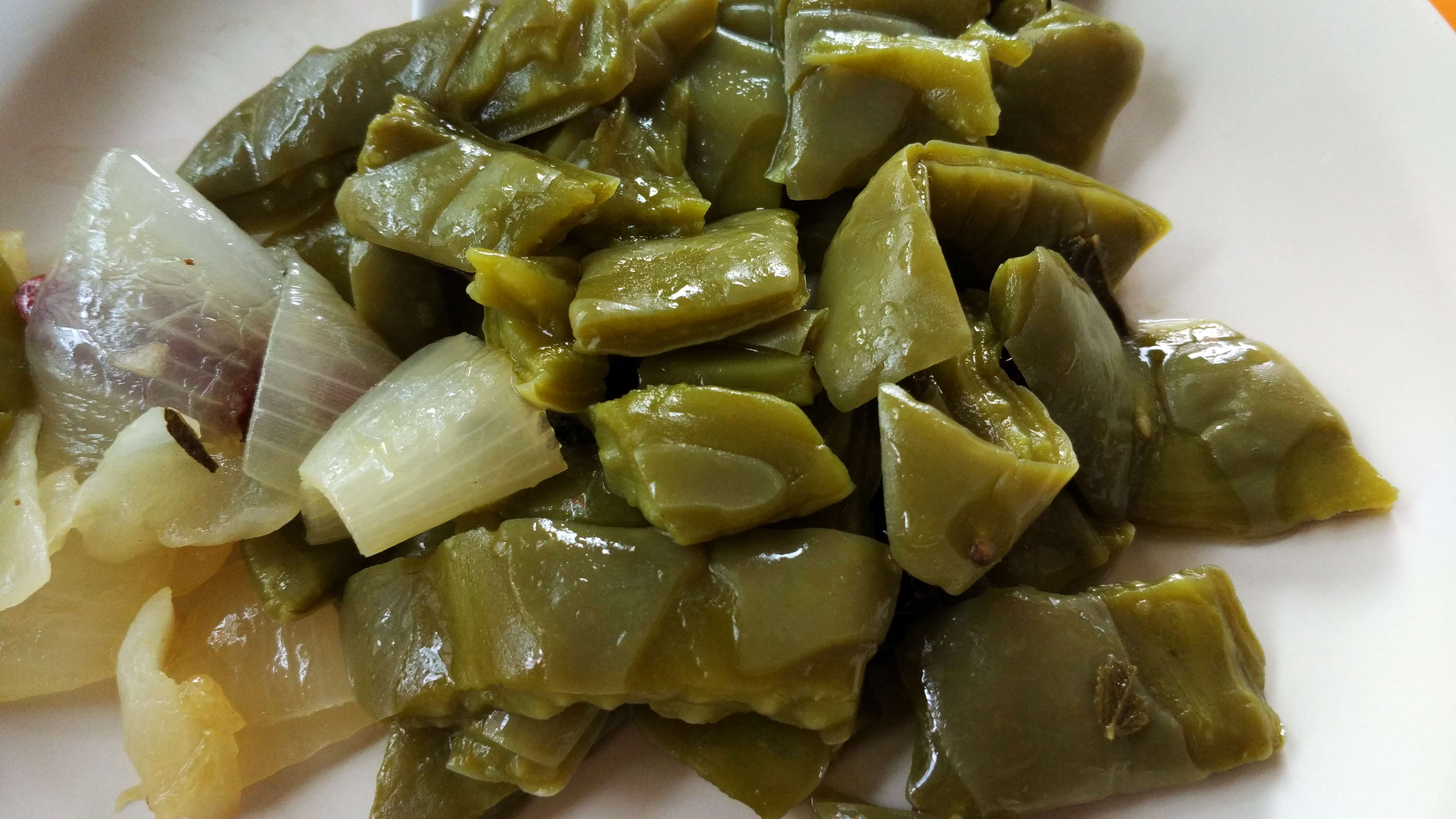